# Oxinasphaera tetrodon
Oxinasphaera tetrodon là một loài chân đều trong họ Sphaeromatidae. Loài này được Schotte & Kensley miêu tả khoa học năm 2005.